# Массовая гибель паломников в Мекке (2024)
Массовая гибель паломников в Мекке произошла в Саудовской Аравии в период с 14 по 19 июня 2024 года. Более 1300 человек погибли во время хаджа в священный для мусульман город Мекка. При этом 83 % из них не имели специальной хадж-визы и находились в Мекке нелегально. Причиной стала экстремальная жара — температура в регионе, превышающая 51 °C. Дипломаты объяснили, что большое число смертей связано с огромным количеством нелегальных паломников, которые из-за своего незарегистрированного статуса не пользовались помещениями с кондиционерами, которые саудовские власти предоставляют по маршруту хаджа.
Двоих россиян в Саудовской Аравии отправили в тюрьму за организацию нелегального хаджа. Всего в этом году примерно 3-4 тыс. граждан РФ поехали в паломничество к святыням ислама без обязательной хадж-визы. Руководитель хадж-миссии России Хизбула Асуев заявил, что в соответствии с официальной квотой, паломничество в Мекку в 2024 году совершили почти 25 тыс. человек с хадж-визами, и «для тех людей, которые поехали через официальных хадж-операторов, хадж прошел достойно».

## Жертвы
Хадж 2024 года привлёк 1,8 миллиона паломников. По меньшей мере 600 погибших были приезжими из Египта. Дипломаты Иордании заявили, что 60 иорданцев также погибли от сильной жары. Министерство иностранных дел Туниса сообщило, что по меньшей мере 35 тунисских паломников стали жертвами температур. Индонезия сообщила о 144 случаях смерти среди индонезийцев, по меньшей мере три из которых, как было подтверждено, были вызваны тепловым ударом. Сообщалось, что тринадцать паломников из Иракского Курдистана скончались от теплового удара. Пять женщин-паломниц из Джамму и Кашмира, территория Индии, скончались от теплового удара на горе Арафат и в Муздалифе. Сообщалось о смерти паломников из Ирана и Сенегала.
Более 2700 паломников, получивших тепловой удар, находятся в местных больницах.
| Страна     | Погибших | Ссылка        |
| ---------- | -------- | ------------- |
| Египет     | 658      | [ 4 ]         |
| Индонезия  | 183      | [ 12 ] [ 13 ] |
| Индия      | 90       | [ 14 ] [ 15 ] |
| Иордания   | 60       | [ 16 ]        |
| Пакистан   | 58       | [ 17 ]        |
| Тунис      | 35       | [ 18 ]        |
| Бангладеш  | 27       | [ 19 ]        |
| Ирак       | 19       | [ 20 ] [ 21 ] |
| Марокко    | 17       | [ 22 ]        |
| Иран       | 15       | [ 23 ]        |
| Нигерия    | 15       | [ 24 ]        |
| Малайзия   | 14       | [ 25 ]        |
| Ливия      | 6        | [ 26 ]        |
| Россия     | 5        | [ 27 ] [ 28 ] |
| Сенегал    | 3        | [ 29 ]        |
| Нидерланды | 1        | [ 30 ]        |